# Groupe mouvant de Zeta Herculis
Le groupe mouvant de Zeta Herculis (nommé en raccourci HMG, de l'anglais Hercules moving group) est un ensemble d'étoiles de notre Galaxie qui partagent un mouvement commun dans l'espace.
L'existence de ce groupe en mouvement a été publiée pour la première fois en 1958 par Olin J. Eggen. En se basant sur le mouvement à grande vitesse de l'étoile Zeta Herculis dans l'espace, il a recherché des étoiles qui suivaient une vitesse et une direction similaires. Au total, 22 candidats membres ont été identifiés, dont β Hydri, ρ Persei, η Reticuli, φ 1 Lupi, ζ Herculis et ε Octantis. Il a estimé la vitesse du groupe à 74,5 km/s. En 1970, Richard Woolley a affiné la liste à dix étoiles, dont φ  Pavonis et ζ 1 / ζ 2 Reticuli comme membres de cet amas. 
Le mouvement parallèle des étoiles de ce groupe implique une origine commune, et donc un âge et une composition similaires. L'appartenance de ζ Herculis et HD 158614 a été remise en question car leur composition semblait montrer qu'ils étaient beaucoup plus jeunes que les autres membres du groupe. L'âge moyen a été estimé à 8,2 milliards d'années, tandis que ζ Herculis était estimé à 6,3 milliards d'années. Cependant, une analyse statistique de la métallicité des étoiles de ce groupe n'a montré aucune différence par rapport à un échantillon de comparaison, ce qui indique qu'il n'est peut-être pas possible de déterminer davantage d'informations sur ce groupe en fonction de la composition de ses membres.
En 2018, la collaboration Gaia a montré que HMG était composé de deux sous-structures et était dû à un phénomène dynamique lié à la résonance de Lindblad de notre Galaxie,. 

## Groupe original de 1958, O. J. Eggen
| Nom       | Constellation   | B  | F  | HD     | HIP    | mag. vis. | Dist. (al) | Type sp.  | Notes           |
| --------- | --------------- | -- | -- | ------ | ------ | --------- | ---------- | --------- | --------------- |
| ζ Her     | Hercule         | ζ  | 40 | 150680 | 81693  | 2.81      | 35         | F9IV      |                 |
| β Hyi     | Hydre           | β  |    | 2151   | 2021   | 2.82      | 24         | G2IV      |                 |
| ρ Per     | Persée          | ρ  | 25 | 19058  | 14354  | 3.32      | 325        | M3IIIvar  | Gorgonea Tertia |
| φ1 Lup    | Loup            | φ1 | 88 | 136422 | 75177  | 3.57      | 326        | K5III     |                 |
| 47 Psc    | Poissons        |    | 47 | 2411   | 2219   | 5.01      | 490        | M3IIIvar  | TV Psc          |
| ε Oct     | Octant          | ε  |    | 210967 | 110256 | 5.09      | 268        | M6III     | BO Oct          |
| η Ret     | Reticule        | η  |    | 28093  | 20384  | 5.24      | 380        | G7III     |                 |
| 84 Vir    | Vierge          |    | 84 | 119425 | 66936  | 5.35      | 217        | K1III     |                 |
| HD 71377  | Poupe           |    |    | 71377  | 41395  | 5.52      | 268        | K1/K2III  |                 |
| HD 43899  | Colombe         |    |    | 43899  | 29842  | 5.54      | 302        | K2III     |                 |
| HD 100733 | Centaure        | C1 |    | 100733 | 56518  | 5.64      | 652        | M3III     | V763 Cen        |
| HD 150275 | Petite Ourse    |    |    | 150275 | 80850  | 6.35      | 408        | K1III     |                 |
| 29 LMi    | Petit lion      |    | 29 | 90250  | 51047  | 6.49      | 413        | K1III     |                 |
| HD 221354 | Cassiopée       |    |    | 221354 | 116085 | 6.76      | 55         | K2V       | Gliese 895.4    |
| HD 9166   | Cassiopée       |    |    | 9166   | 7166   | 6.81      | 485        | K3III     |                 |
| HD 30455  | Taureau         |    |    | 30455  | 22349  | 6.96      | 100        | G2V...    |                 |
| 71 Leo    | Lion            |    | 71 | 98824  | 55533  | 7.03      | 773        | K1III     |                 |
| HD 219829 | Cassiopée       |    |    | 219829 | 115112 | 8.09      | 106        | K0V...    |                 |
| HD 68788  | Girafe          |    |    | 68788  | 40848  | 8.35      | 101        | K1V       |                 |
| HD 209134 | Poisson Austral |    |    | 209134 |        | 9.11      |            | K3V       |                 |
| HD 89668  | Sextant         |    |    | 89668  | 50657  | 9.42      | 106        | F8V       |                 |
| HD 106364 | Girafe          |    |    | 106364 |        | 10.03     |            | K2III+... |                 |

## Groupe révisé de 1970, Woolley
| Nom       | Constellation | B  | F  | HD     | HIP    | mag. vis. | Dist. (al) | Type sp. | Notes      |
| --------- | ------------- | -- | -- | ------ | ------ | --------- | ---------- | -------- | ---------- |
| ζ Her     | Hercules      | ζ  | 40 | 150680 | 81693  | 2.81      | 35         | F9IV     |            |
| β Hyi     | Hydre         | β  |    | 2151   | 2021   | 2.82      | 24         | G2IV     |            |
| φ2 Pav    | Paon          | φ2 |    | 196378 | 101983 | 5.11      | 79         | F8V      |            |
| ζ2 Ret    | Réticule      | ζ2 |    | 20807  | 15371  | 5.24      | 39         | G1V      |            |
| HD 158614 | Ophiuchus     |    |    | 158614 | 85667  | 5.31      | 54         | G8IV-V   | Gliese 678 |
| ζ1 Ret    | Réticule      | ζ1 |    | 20766  | 15330  | 5.53      | 40         | G2V      |            |
| 1 Hya     | Hydre         |    | 1  | 70958  | 41211  | 5.61      | 89         | F3V      |            |
| HD 14680  | Fourneau      |    |    | 14680  | 10977  | 8.79      | 100        | F3V      |            |
| HIP 59198 | Vierge        |    |    |        | 59198  | 11.69     | 94         | K7       | Gliese 456 |